# Гипсей
Гипсе́й (др.-греч. Ὑψεύς) — в древнегреческой мифологии — легендарный царь лапифов, сын речного божества Пенея и наяды Креусы; отец Кирены, возлюбленной Аполлона. Отец Фемисто. Отец Астиагийи, жены Перифанта.
Через свою дочь Гипсей приходится дедом Аристею, Идмону и (по одной из версий) Диомеду.
- См. Нонн. Деяния Диониса IX, 306.